# Cuarteto

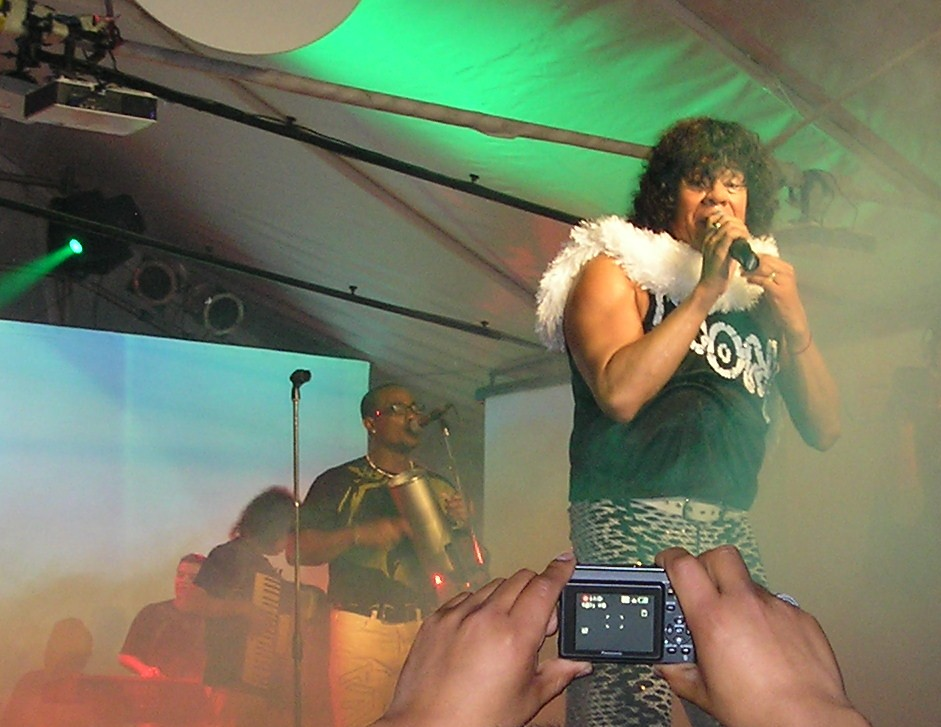
Auftritt von Carlos „La Mona“ Jiménez, einem der bekanntesten Cuarteto-Sänger

Das Cuarteto, auch Cuartetazo oder Cuarteto cordobés, ist eine Spielform der Popmusik, die in den 1940er Jahren in der argentinischen Stadt Córdoba und ihrem Umland entstanden ist. Sie basiert auf einem einfachen Klavier-Begleitpattern, das mit dem onomatopoetischen Begriff tunga-tunga beschrieben wird, der ebenfalls als Synonym für den Musikstil gebraucht wird.
Ursprünglich eine von europäischen Tanzstilen beeinflusste Volksmusik der Einwandererkolonien in den ländlichen Regionen der Provinz Córdoba, entwickelte sich das Cuarteto zu einem urbanen Musikstil mit Epizentrum in der Stadt Córdoba selbst und machte auch musikalisch eine starke Wandlung durch. Es ist heute eng mit der Jugendkultur der Arbeiter- und Slumjugendlichen der Stadt verzahnt, ist kommerziell jedoch in ganz Argentinien und einigen Nachbarländern erfolgreich.

## Bedeutung
Das Cuarteto ist einer der Pfeiler der populären Kultur in der Stadt Córdoba sowie ihres Umlandes. Es wird oft als wichtig für die lokale kulturelle Identität von Stadt und Region beschrieben. Daneben ist es auch kommerziell eine bedeutende Richtung der Popmusik. Die Protagonisten des Stils veröffentlichen größtenteils auf Major-Labels, häufig erreichen sie landesweite Chartplatzierungen und die Konzerte, bailes genannt, sind heute Massenveranstaltungen mit meist Tausenden Gästen, die in Córdoba fast an jedem Tag der Woche stattfinden. Besonders populär ist das Cuarteto bei der Jugend der Arbeiterklasse und aus den Slums, seit den späten 1980er Jahren ist es jedoch quer durch die sozialen Schichten beliebt, wobei sich das Publikum von Band zu Band unterscheidet.
Cuarteto ist seit den 1990er-Jahren auch Bestandteil der Bailanta-Szene der argentinischen Hauptstadt Buenos Aires und des Litoral (Provinz Santa Fe sowie Mesopotamia), die auch Música Tropical genannt wird und ansonsten hauptsächlich die lokalen Varianten der kolumbianischen Cumbia umfasst.

## Musikalische Merkmale
Das Cuarteto basiert auf einem schnellen Tanzrhythmus im Vier-Viertel-Takt. Ursprünglich bestand die Besetzung aus Kontrabass, Klavier, Geige und Akkordeon – daher auch der Name Cuarteto (span. für Quartett). Heute wurden weitere Instrumente wie Gitarre, Bläser, Synthesizer und ein reichhaltiges Percussion-Arsenal in die Musik integriert. Der Tanz ist ein Paartanz, dessen Figuren auf einem gleichmäßigen Trippelschritt mit Hüftschwung basieren.

### Das „Tunga-Tunga“
Der Grundrhythmus des Cuarteto wird durch das Klavier markiert, das ein sehr einfaches Begleitpattern spielt. Der Begriff tunga-tunga spielt dabei auf den Klang dieses Patterns an. Im modernen Cuarteto wird das Klavier häufig durch ein E-Piano oder Keyboard ersetzt.
Ein typisches Cuarteto-Klavierpattern:
Die linke Hand spielt den Basslauf, der die ganzen Zählzeiten (Viertelnoten) betont und größtenteils aus einem einfachen Tonika-Dominante-Wechsel besteht. Besonders in der Anfangszeit des Cuartetos wurde dieser Basslauf sehr laut und durch Oktavdopplung verstärkt gespielt, da keine Schlaginstrumente verwendet wurden und so dem Klavier gemeinsam mit dem Kontrabass der Part zukam, den Tänzern den Rhythmus der Schritte vorzugeben.
Die rechte Hand spielt jeweils auf der unbetonten Zählzeit einen Tonika-Dreiklang.

### Instrumentalgerüst

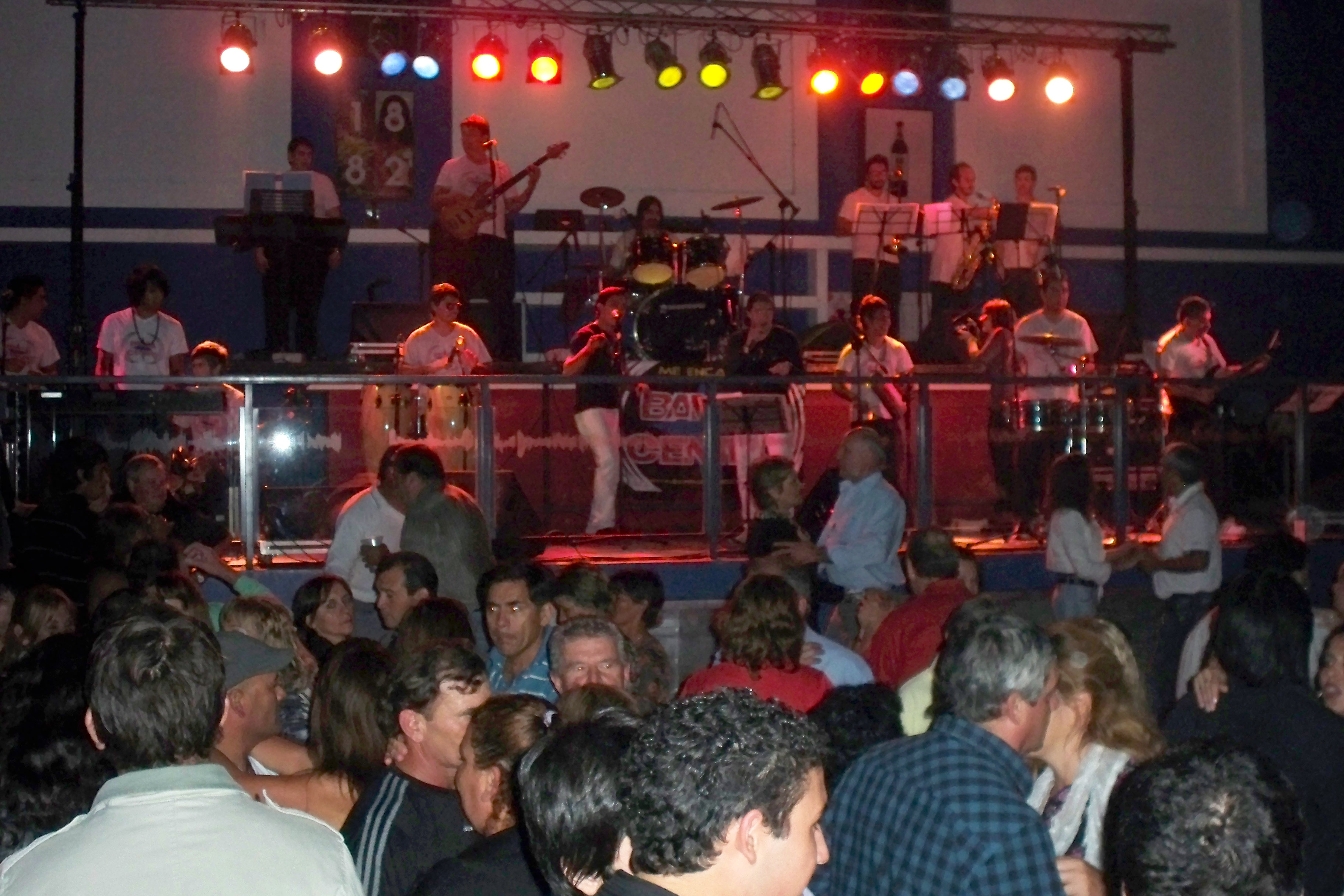
Moderne Cuarteto-Band mit Percussion und Bläsern (Banda Centro)

Der Bass (ursprünglich Kontrabass, heute meist E-Bass) unterstützt das Klavier auf jedem Viertel durch eine portato gespielte Verstärkung des Patterns der linken Hand. Als Variation wird entweder das letzte Viertel eines Takts mit der ersten des nächsten Takts Legato zusammengebunden, oder vereinzelte Verzierungen eingebaut, besonders im modernen Cuarteto. Auch ein Einfluss aus der Cumbia ist in die Bassfigur des Cuartetos eingeflossen: das Muster Viertel – Achtel – punktierte Viertel – Achtel, das dem Rhythmus mehr Dynamik beschert.
Das charakteristische Melodieinstrument ist das Akkordeon, das die Gesangslinie oft echohaft nachahmt oder ansonsten eine harmonisch dazu passende Unterfigur spielt. Eine ähnliche Funktion im modernen Cuarteto und merenteto hat die umfangreiche Bläsersektion.
Der Gesang schwankt im Cuarteto zwischen rein melodischen, liedhaften Linien und treibenden, ekstatischen Rufen und Sprechgesang, der dem Toasting im Ragga und Dancehall ähnelt.
Percussion-Instrumente haben erst in neuerer Zeit (ab etwa 1975) Einzug ins Cuarteto gehalten. Die Parts orientieren sich dabei meist am Merengue.

### Struktur der Songs
Bereits zu Zeiten des Cuarteto Leo begann sich eine typische Struktur der Cuarteto-Songs herauszubilden, die weitgehend von den orquestas características übernommen wurde. Zunächst erfolgt als Einführung eine instrumentale Variation der Hauptmelodie, gefolgt von der gesungenen Strophe und dem Refrain. Diese Struktur überlebte die zahlreichen musikalischen Entwicklungen im Cuarteto und wurde bis heute weitgehend beibehalten, so dass sie neben dem tunga-tunga-Rhythmus das charakteristische Element des Cuarteto darstellt.

## Untergenres
Das Cuarteto Merenguero (auch Merengueto oder Merenteto) ist eine Mixtur aus Cuarteto und Merengue, das bereits in den Songs von Chebere um 1975 angedeutet wurde und ab Mitte der 1990er-Jahre sehr populär unter den Bands Córdobas wurde, insbesondere beeinflusst durch den Dominikaner Jean Carlos und später Bands wie Banda XXI und La Barra. Der typische Basisrhythmus des tunga-tunga, der weiterhin die Basis der Arrangements bildet, wird hier zeitweise durch die für den Merengue typischen komplexen Klavier-Patterns unterbrochen. Die Bedeutung der Bläser im Cuarteto Merenguero ist größer als die des Akkordeons.
Eine weitere Abwandlung des Stils ist das so genannte Cuarteto Comercial oder Comercial, eine Mischung aus Cuarteto und traditioneller Popmusik. Comercial ist langsamer als das traditionelle Cuarteto (meist 120–140 bpm) und hat weniger perkussive Elemente, dafür eine Rock-ähnliche Betonung der zweiten Viertel jedes Takts (Backbeat).

## Geschichte
Die Entwicklung des Cuartetos wurde entscheidend von der politischen und wirtschaftlichen Situation Argentiniens und Córdobas im Speziellen beeinflusst. Jane Florine identifiziert sechs Entwicklungsstadien der Cuarteto-Musik: die Anfänge als Volksmusik der Einwanderer in den landwirtschaftlichen Kolonien (1943–1955), das von der Binnenwanderung durch die Industrialisierung Córdobas begünstigte Erscheinen des Cuartetos in der Stadt (1955–1968), die Popularisierung (1969–1973), die musikalische Neuausrichtung mit Einflüssen aus karibischen Musikstilen wie dem Merengue (1973–1976), das Verbot durch die Militärdiktatur und der Wechsel in den Untergrund (1976–1983) sowie der Neuanfang und die landesweite Popularisierung nach 1983.

### Die Anfänge als Volksmusik (1943–1955)
Die Entwicklung des Cuartetos wurde in der Frühzeit maßgeblich von einer einzigen Band, dem Cuarteto Leo bestimmt. Sie begann in landwirtschaftlichen Kolonien im Umland von Córdoba, den colonias de inmigrantes. In diesen wurden regelmäßig Tanzbälle, die bailes de campo veranstaltet, bei denen insbesondere europäische Volksmusikstile von lokalen Gruppen, den orquestas características, aufgeführt wurden.
Das Cuarteto Leo, eigentlich ein Quintett, wurde 1943 von Augusto Marzano, dem Kontrabassisten der Gruppe Los Bohemios gegründet. Obwohl die Gruppe mit einem Repertoire von Volkstänzen begann, wies sie mehrere Besonderheiten gegenüber anderen orquestas típicas auf: Es bestand einmal anders als die meisten Bands der Epoche nur aus fünf Mitgliedern – neben dem Sänger die Instrumente Klavier, Violine, Akkordeon und Kontrabass – was ihm eine hohe Mobilität bescherte. Zum zweiten hatte Marzanos Tochter Leonor Marzano, die den Klavierpart im Cuarteto Leo übernahm und auch Namensgeberin der Band war, als musikalische Neuerung das Tunga-tunga-Pattern erfunden, was der Band ein weiteres Alleinstellungsmerkmal bescherte. Eine dritte Besonderheit war die Präsenz des Akkordeons. Diese Elemente führten zu einer sehr hohen Popularität des Cuarteto Leo, das noch im Jahr 1943 einen ersten Auftritt im Radio verbuchen konnte.
Cuarteto Leo tourte in den Folgejahren permanent durch zahlreiche Städte der Provinz, konnte aber bis 1956 nicht das Publikum in der Stadt Córdoba erreichen. 1953 nahm die Band ihr erstes Album auf.

### Der Übergang in die Stadt (1956–1968)
In den späten 1950er und beginnenden 1960er Jahren wurde das Cuarteto auch in der Stadt langsam vom Publikum angenommen. Der Preisverfall für landwirtschaftliche Güter nach dem Ende des Zweiten Weltkrieges sowie die rasche Industrialisierung Córdobas in der zweiten Regierungsperiode Juan Peróns hatte zu einer Binnenwanderungswelle geführt. Die Einwanderer aus den ländlichen Gebieten brachten auch ihre musikalischen Vorlieben in die Städte, so entstand etwa zeitgleich in Buenos Aires die Música-Tropical- oder Bailanta-Bewegung.
1956 trat das Cuarteto Leo zum ersten Mal in einem Sportklub in einem Vorort von Córdoba auf. Es dauerte aber bis in die zweite Hälfte der sechziger Jahre, bis sich die Musik dort durchsetzen konnte. 1967 wurde mit dem Cuarteto Berna eine weitere erfolgreiche Formation gegründet, die den Beginn der Karriere von Carlos Jiménez bedeutete und nur aus jugendlichen Musikern bestand.

### Die Popularisierung in der städtischen Unterschicht (1969–1973)
In den sechziger Jahren hatte die Musikszene Argentiniens einen dramatischen Wandel durchgemacht, der vor allem durch die Ankunft zahlreicher ausländischer Genres, wie Beat- und Rockmusik, aber auch karibische Stile wie Calypso und Bolero geprägt wurde. Dies begünstigte eine größere Offenheit in der städtischen Jugendkultur, so dass auch das Cuarteto Leo und andere Bands davon profitierten. So etablierte sich zu dieser Zeit das Cuarteto endgültig auch im zentralen Teil von Córdoba; andere Städte blieben jedoch noch unberührt davon.
Nachdem die Anfangszeit des Musikstils nahezu monopolistisch durch das Cuarteto Leo dominiert wurde, entstanden nun zahlreiche Gruppen und auch erste Solisten. Carlos Rolán, der 1964 einen Wettbewerb als bester Imitator des Cuarteto Leo gewonnen hatte und zeitweise diese Band integrierte, startete 1971 eine Solokarriere, wobei er begann, den Sound zu modernisieren. Dies beschränkte sich jedoch noch auf kleinere Änderungen, wie das Ersetzen des Klaviers durch ein E-Piano.

### Musikalische Neuausrichtung (1973–1976)
In der kurzen dritten Präsidentschaft von Juan Perón sowie der Nachfolgerin Isabel Martínez de Perón erfreute sich Argentinien einer kurzen kulturellen Blütephase, auch wenn die Repression gegen Ende dieses Zeitraums wieder zunahm. Das Cuarteto erfreute sich einer großen Beliebtheit in Córdoba und begann sich musikalisch zu wandeln.
Wesentlichen Anteil daran hatte die Gruppe Chebere, die 1974 gegründet wurde. Am Anfang hatte sie noch den Sound des traditionellen Cuarteto nachgeahmt, schnell begannen sie jedoch neue Elemente zu integrieren. Als Scherz hatte die Band in den Pausen der Konzerte jeweils einen ihrer Instrumentalisten ein „tropisches“ Lied singen lassen, um das Publikum zu unterhalten. Damit waren hauptsächlich Merengue-Titel gemeint, aber auch Cumbia und andere karibische Musikstile. Wegen der positiven Resonanz begannen Chebere bald, die Musikrichtungen zu vermischen. Sie gelten als Erfinder des Merenteto oder cuarteto merenguero. Außerdem inkorporierten sie Rock-Einflüsse und ein großes Arsenal neuer Instrumente, Bläser, E-Gitarre und vor allem das bis dahin verpönte Schlagzeug sowie Percussion, wobei sie auch die ersten waren, die ihre Instrumentalsätze professionell arrangieren ließen. Dieser neue, heterogene Stil setzte sich schnell auch bei den meisten anderen Cuarteto-Gruppen durch.
Zur gleichen Zeit begann der Aufstieg von Carlos Jiménez. Nach seinem Ausstieg bei Cuarteto Berna war er 1971 kurzzeitig in das Cuarteto de Oro eingetreten, ab 1973 wurde er jedoch als Solist aktiv.

### Verbot und Wechsel in den Untergrund (1976–1983)
Die Militärdiktatur des Prozesses der Nationalen Reorganisation bereitete der ersten Blütezeit des Cuarteto ein Ende. Wie bei der Rockmusik wurden öffentliche Auftritte drastisch eingeschränkt, Sendungen in Hörfunk und Fernsehen ganz verboten. Mit dem Anlass der Fußball-Weltmeisterschaft 1978 wurden alle Schallplatten von Cuarteto-Gruppen aus den Läden Córdobas entfernt, damit die Touristen die als minderwertig angesehene Musik nicht zu hören bekamen. Das Cuarteto wurde so in den Untergrund gedrängt.
Einige der Bands, darunter Chebere, versuchten, sich musikalisch soweit an die repressiven Regeln anzupassen, dass sie nicht mehr als Cuarteto galten und daher auch weiterhin wirtschaftlich weiterarbeiten konnten. Insbesondere das Akkordeon, das als Symbol des Cuarteto gegolten hatte, wurde von vielen Bands so zwangsweise verbannt. Von dem Verbot waren also insbesondere die traditionellen Ensembles betroffen, die sich an Cuarteto Leo orientiert hatten. Diese mussten auf private Geheimkonzerte ausweichen.

### Neuanfang nach 1983
Nach der Rückkehr der Demokratie wurden auch die Beschränkungen in der Kulturpolitik aufgehoben, so dass das Cuarteto einen Neuanfang wagen konnte. Geprägt war diese Zeit vor allem von Carlos Jiménez, der 1984 sein Comeback mit einer neuen Band begründete. Sein Ziel war, sich wieder an die Wurzeln des Cuarteto anzunähern (cuarteto-cuarteto, diese Dopplung betont im Spanischen die Authentizität, ist also etwa mit „echtes Cuarteto“ übersetzbar), ohne die modernen Entwicklungen zu ignorieren. Er integrierte Elemente wie eine extravagante, glamouröse Kostümierung in die Szene, die sozio-ökonomisch auch durch seinen Einfluss langsam heterogener wurde.
Einen Popularitätsschub im ganzen Land erlangte das Cuarteto schließlich ab 1988, als Carlos Jiménez zum ersten Mal in Buenos Aires auftrat. Für Schlagzeilen sorgte um dieselbe Zeit auch ein Skandal beim Folklorefestival von Cosquín, bei dem Jiménez aufgetreten war und seine Anhänger für Ausschreitungen gesorgt hatten. 1989 begann der Aufstieg des Sängers Rodrigo, dessen Musik eine Neuauflage des traditionellen Cuarteto mit starker Präsenz des Akkordeons, erweitert durch Pop-Elemente und Synthesizer darstellte und der damit endgültig auch in Buenos Aires und im Rest Argentiniens etablierte, auch wenn in Córdoba der Erfolg geringer ausfiel. Er war in der zweiten Hälfte der 1990er-Jahre zeitweise der am meisten im Radio gespielte Interpret Argentiniens bis über seinen Unfalltod im Jahr 2000 hinaus.
Auch musikalisch entwickelte sich das Cuarteto weiter, so experimentierte Carlos Jiménez 1994 auf seinem Album Raza Negra mit einem Mix aus Hip-Hop, Cumbia und Cuarteto und holte mit Miguel Miranda (bekannt als Bam Bam) einen der bekanntesten Perkussionisten Lateinamerikas in seine Band. Jiménez pflegte jedoch den traditionelleren Stil cuarteto-cuarteto weiterhin. Zudem integrierten die ab etwa 1990 in Argentinien populären Latin-Rock-Bands wie Kapanga, Los Auténticos Decadentes und Los Caligaris das Cuarteto in ihr Repertoire und fusionierten es mit Rock, Heavy Metal, Ska- und Punk-Einflüssen.

### Rezeption außerhalb Argentiniens
Um 1995 begann der Sprung ins benachbarte Ausland. Ab der zweiten Hälfte der 1990er Jahre erreichte das Cuarteto auch in Bolivien, Chile, Uruguay und Paraguay Charterfolge.
In Europa blieb Cuarteto bis heute eine wenig bekannte Musikrichtung. Eine kleine Szene existiert seit Mitte der 1990er in Italien, wo der Argentinier José Spitale ab 1997 einige Achtungserfolge erzielen konnte und Spanien, wo die Band Los Chicanos del Sur sowie der Solist Luis Divotti regelmäßig auftreten und Alben veröffentlichen.

## Cuarteto als Kultur
Insbesondere in der Stadt Córdoba selbst, aber auch im gesamten zentralen Nordwesten Argentiniens (neben Córdoba insbesondere in den Provinzen La Rioja, Tucumán und Catamarca) ist das Cuarteto eine bedeutende Jugendkultur. Die Anhänger versammeln sich an mehreren Tagen der Woche auf den Bailes de Cuarteto. Der Fankult um die jeweils erfolgreichen Sänger und Bands ist groß, viel Geld wird mit Merchandising-Artikeln gemacht.
Die meisten Angehörigen der Cuarteto-Jugendkultur – sie bezeichnen sich als cuarteteros oder negros cuarteteros, in Anspielung auf den hohen Indianer- und Mestizenanteil unter ihnen – stammen aus der Unterschicht und den Elendsvierteln, was jedoch nicht auf alle Bands im gleichen Maße zutrifft, wie die besonders bei der Mittel- und Oberschichtjugend beliebte Band La Barra zeigt. Viele sind schon seit Kindesbeinen Fans einer bestimmten Band oder mehrerer Bands und lernen die Tanzschritte schon im Kindergartenalter im Fernsehen, insbesondere im Kanal Suquía, in dem fast nur Cuarteto gespielt wird.
Es gibt insbesondere in Mode und der sozio-ökonomischen Herkunft der Anhänger viele Überschneidungen mit den Cumbia-Fans aus Buenos Aires und Süd- beziehungsweise Ostargentinien.

### Cuarteto-Tanz
Der Cuarteto-Tanz ist ein Paartanz. Er basiert auf einer einfachen Schrittfolge, die dem Basslauf von Klavier und Kontrabass in Viertelnoten folgt. Der Körper wird gerade gehalten. Zwischen den Partnern wird oft der Abstand variiert, weiterhin gibt es diverse Drehfiguren.

### Texte
Bereits zur Anfangszeit waren Merkmale vieler Cuarteto-Texte die Doppeldeutigkeit und die Beziehung zu Alltagsthemen. Der zuweilen explizite, meist aber doppeldeutige erotische Humor begann in den 1970er Jahren, insbesondere durch den Einfluss von Chebere, in die Cuarteto-Texte Einzug zu halten.
Ein wichtiges Thema im Cuarteto ist der Lokalpatriotismus, besonders im Fall von der Stadt Córdoba selbst. Viele Texte beschreiben die angeblichen positiven Qualitäten der Stadt. Ein beliebter landesweiter Hit mit einem lokalpatriotischen Text wurde zum Beispiel Soy cordobés (deutsch: Ich bin aus Córdoba) von Rodrigo. Viele Texte handeln zudem autoreferenziell von lokalen Themen, etwa von bestimmten Stadtvierteln, den lokalen Fußballvereinen Belgrano und Talleres oder nur Einheimischen bekannten Slangwörtern.

### Konsumritual
Verbunden ist seit den 1970er Jahren das Ritual des Besuchs eines Cuartetokonzerts mit dem Konsum von Alkohol. Insbesondere Rotwein zählte zu Beginn zu den typischen Getränken. Nach 1990 wurde der Fernet-Cola ebenfalls zu einem beliebten Szenegetränk. Viele Cuarteto-Songtexte haben Alkoholkonsum auch als Thema, das bekannteste Beispiel ist Quien se ha tomado todo el vino von „La Mona“ Jiménez. Auch das choripán, ein Sandwich mit einer Wurst aus Schweinefleisch, ist mit dem Cuarteto-Ritual verbunden.

### Filme
Über die Cuarteto-Musik und -Szene wurde 2010 der Dokumentarfilm Popular y cordobés  erstellt, der den ersten Preis des Wettbewerbs Nosotros des staatlichen Filminstituts Instituto Nacional de Cine y Artes Audiovisuales (INCAA) gewann.
Teilweise in der Cuarteto-Szene angesiedelt ist die Gangster- und Romantikkomödie De caravana (2010, Regie: Rosendo Ruiz, auch unter dem internationalen Titel Clubbing bekannt), die den Kontrast dieser von der Unterschicht dominierten Szene zur Kultur der Mittel- und Oberschicht vorführt.

## Beziehungen zu anderen Musikrichtungen
Seit den 1970er Jahren, beeinflusst von Chebere, findet ein Austausch zwischen dem Cuarteto und anderen Musikstilen statt. Besonders eng ist Cuarteto mit dem Merengue aus der Dominikanischen Republik verbunden. Laut dem Jazz- und Cuarteto-Percussionisten Miguel Antonio Miranda, der unter anderem für Carlos Jiménez spielt, basieren beide Stile auf ähnlichen europäischen Tänzen, wie Tarantella, Paso Doble und Ranchera; wobei der Merengue jedoch als Folge des afrokaribischen Einflusses Schlaginstrumente benutzte und sich so in eine andere Richtung entwickelte. Fusionen zwischen Cuarteto und Merengue gehören zu den erfolgreichsten Untergenres des Cuarteto.
Vielfältige Beziehungen gibt es inzwischen auch zur Rockmusik. Während die E-Gitarre als Instrument schon bei Chebere in den 1970er Jahren anzutreffen ist, erfolgte der Boom von Fusionen zwischen Cuarteto und Rock um 1995, als Bands wie Kapanga, Los Auténticos Decadentes und Los Caligaris zahlreiche Songs veröffentlichten, die beide Richtungen vermischen. Meist ähneln diese Fusionen rhythmisch dem Ska-Punk. Ebenfalls findet man Fusionen von Dancehall, Reggaeton und Reggae mit Cuarteto.
Zur Popmusik hat die Cuarteto-Szene ebenfalls einen Berührungspunkt: die Mischform Comercial, die elektronischer und seichter als das eigentliche Cuarteto ist. Ebenfalls komponierten viele Cuarteto-Bands auch Pop-Balladen zum Auflockern ihrer Shows, die jedoch stilistisch wenig mit Cuarteto zu tun haben.
Fusionen von Cuarteto und elektronischer Tanzmusik gibt es in Form von Dance-Remixen der Cuarteto-Hits, die oft in Diskotheken gespielt werden, auf Bailes jedoch verpönt sind.

## Cuarteto in den Medien
Es gibt eine Cuarteto-Zeitschrift mit dem Namen Todo Cuarteto, die 2002 gegründet wurde, sowie mehrere Onlineportale zur Musikrichtung. In Córdoba gibt es zudem einen auf Cuarteto spezialisierten Fernsehsender (Canal Suquía) der meist Aufzeichnungen diverser Bailes und Videoclips zeigt; er ist jedoch nur über Kabel und nur über einen Anbieter empfangbar. Ebenfalls gibt es mehrere Radiosender, die nur Cuarteto spielen.
Zu Kontroversen kam es zeitweise wegen der Gewalt auf den Cuarteto-Veranstaltungen. So gab es mehrmals Ausschreitungen mit Schwerverletzten, unter anderem auf Konzerten von Carlos Jiménez. Nachdem er von Politikern beschuldigt worden war, selbst zu dieser Gewalt beizutragen, gab Jiménez 2005 seinen vorläufigen Rücktritt bekannt, nahm diese Entscheidung jedoch wenige Tage danach zurück.

## Charakteristische Songs
- Rodrigo – La mano de Dios
- Carlos „La Mona“ Jiménez – Quien se ha tomado todo el vino
- Walter Olmos – Por lo que yo te quiero (Cover von La Mona Jiménez)
- La Barra – Tu me verás (Beispiel für Cuarteto Merenguero)
- Rodrigo – Amor Clasificado (Beispiel für Comercial)

## Wichtige Bands und Interpreten
- Luis Divotti
- Banda Express
- Banda XXI
- Rodrigo Alejandro Bueno
- Ulises Bueno
- Chébere
- Cuarteto Leo
- Jean Carlos
- Carlos Jiménez – „La Mona“
- La Barra
- La Fiesta
- Walter Olmos
- Sabroso
- Sebastián
- Tru-La-La
- La Banda de Carlitos
- Chipote
- Damián Córdoba
- La Konga